# Micromus ombrias
Micromus ombrias là một loài côn trùng trong họ Hemerobiidae thuộc bộ Neuroptera. Loài này được Perkins miêu tả năm 1910.